# Кранцберг, Мелвин
Мелвин Кранцберг (22 ноября 1917 — 6 декабря 1995) — американский историк, профессор Университета Кейс Вестерн Резерв с 1952 по 1971 год. Также он был профессором истории технологий с 1972 по 1988 год.

## Биография
Родился в Сент-Луисе, штат Миссури, окончил Амхерст-колледж, получил степень магистра и доктора философии в Гарвардском университете и служил в армии в Европе во время Второй мировой войны. Получил Бронзовую звезду за допрос немецких пленников и информацию о расположении нацистских точек огня. Он был одним из двух исследователей из девяти в армии Джорджа Паттона, которых не убили во время конфликта.
Кранцберг наиболее известен своими законами технологии, первый из которых гласит: «Технология сама по себе не хороша и не плоха, но и нейтральной её не назовешь».
Он был одним из основателей Общества истории техники в США и редактором его журнала технологии и культуры. Кранцберг был президентом общества с 1983 по 1984 годы, и редактировал журнал общества с 1959 по 1981 год. Общества ежегодно вручает награды имени Кранцберга размером в $4000 для докторантов, занимающихся подготовкой диссертаций по истории техники.

## Законы технологий Кранцберга
Согласно Кранцбергу, выведенные им законы «вытекают из давнего погружения в изучение развития технологии и её взаимодействия с социокультурными изменениями». Он отмечает, что предположение о том, что машины управляют человеком стало «интеллектуальным клише». Однако отмечает, что именно технологии являются главным фактором в формировании нашего стиля жизни, наших ценностей, институтов и других элементов нашего общества. Он также отметил, что не все ученые поддерживают он отметил, что «эту версию технологического всемогущества». Линн Уайт-младший, например, предположил, что технология «просто открывает дверь, она не заставляют войти». Технология лишь предоставляет возможность, выбор, что делать с этим остается за нами. Тем не менее, он Кранцберг считает эту точку зрения неполной. Он предполагает, что слишком узко уделять основное внимание только первоначальному выбору использовать или не использовать технологии: 
«Тем не менее, возникает несколько вопросов. По правде говоря, человека не вынуждают войти в открытую дверь, но открытая дверь является приглашением. К тому же, кто решает, какие двери открывать, и, как только человек вошел в дверь, его будущее определяется коридором или комнатой, в которую он только что вошел? Не менее важно, как только человек пересек порог, можно ли повернуть назад?»
Эти вопросы и ответы, которые ставит перед собой Кранцберг, привели его к формулировке Шести законов технологий:

### Закон первый
«Технология сама по себе не хороша и не плоха, но и нейтральной её не назовешь». Формулировку этого закона Мелвин Кранцберг объясняет тем, что взаимодействие технологий и социума таково, что технические разработки часто имеют экологические, социальные и гуманитарные последствия, которые выходят далеко за рамки непосредственных целей технических устройств и практики, но одна и та же технология может иметь совершенно разные результаты при введении в различных контекстах или при других обстоятельствах.

### Закон второй
«Изобретение является матерью необходимости». Кранцберг понимает инновации как цепь событий, где каждый инновационный акт требует дополнений в виде новых инноваций. Он отмечает, что любой завершенный механизм требует изменения и поддержки с технологической стороны, которые привносят изменения в экономические и социокультурные отношения. Также он проводит аналогию с матерью и ребёнком, приводя в пример социальное развитие.

### Закон третий
«Технологии появляются пачками, большими и малыми». Если изобретение создает необходимость, то вся цепь событий будет, как называет её Кранцберг, пачкой или системой. Оно содержит множество процессов и компонентов, и потому инновационная система невероятно сложна. Любая новая составляющая технологии создана более чем один человеком. С каждым новым изобретением, появляется другой изобретатель, но кто-то должен был ранее изобрести инструменты, используемые в процессе.

### Закон четвёртый
«Хотя технологии могут быть главной причиной многих общественных проблем, нетехнологические факторы имеют преимущество в принятии решений в области технологий». Технологов и инженеров часто обвиняют в строительстве машин, не осознавая далеко идущие последствия, которые их разработки будут иметь на человечество, его экономическое и социокультурные системы. Эти проблемы действительно приобретают важное роль в государственных решения, касающиеся технических инициатив. Кранцберг напоминает своим читателям, что человечество должно в полной мере оценить последствия своих изобретений до введения их в свою жизнь.

### Закон пятый
«Вся история актуальна, но история техники является наиболее актуальной». «Хотя историки могли бы возвышенно написать о важности исторического понимания цивилизованных людей и граждан, многие из сегодняшних студентов просто не видят актуальность истории для настоящего времени или их будущего. Я полагаю, что это потому, что большая часть истории, как она в настоящее время преподается, игнорирует технологический элемент». Кранцберг считает, что, возможно, в пренебрежении технологиями виновны те, кто занимается историей искусства и со всем арсеналом гуманистических проблем. Однако они не рассматривают прямое воздействие технологических разработок на искусство. Не говоря уже о их косвенном влиянии на гуманистические усилия человечества.

### Закон шестой
«Технология является очень человеческой деятельностью». Технологии классифицируются как одни из самых ранних и самых основных характеристик человеческой культуры, они помогают развивать язык и абстрактное мышление. Или, выражаясь иначе, человек не мог бы стать Homo Sapiens (человеком-мыслителем), если бы он в то же время не был Homo Faber (человеком-производителем). Технологическое развитие является эволюционным дополнением к культурному развитию человечества.

## Нил Постман о теории Кранцберга
То, что Кранцберг назвал «законами», Постман предложил называть «идеями». Он посчитал, что культура должна отдавать что-то для создания новых технологий. Постман сравнивает это со сделкой Фауста: «Технологии дают и технологии отбирают». Доктор Фауст, британский литературный герой, продал свою душу дьяволу за сверхъестественные способности. Такое сравнение вполне буквально демонизирует новые технологии в целом. Он считает, что любая появившаяся технология привносит больше недостатков, чем преимуществ в общество. Одним из основных его примеров является появление автомобиля — пр всей его удобности, он отравляет воздух, заставляет задыхаться жителей городов и отравляет красоту сельской местности.

## Проекция теории Кранцебрга на современность
В наше время можно говорить о компьютерной грамотности, но не об электронной грамотности, напрямую связанной с технологической или цифровой грамотностью. В своей книге «Самый тупое поколение: Как цифровая эпоха одурманивает молодых американцев и ставит под угрозу наше будущее» Марк Байерлейн пишет о том, что современное поколение не развивается технологически.
«В то время как подростки и молодые люди впитали цифровые инструменты в их повседневную жизнь, … в то время как мир предоставил им необыкновенный шанс, чтобы получать знания и улучшать свои навыки чтения / записи, … молодые американцы сегодня не стали мудрее или опытнее, чем их предшественники, не стали больше знать».
Ситуация ничем не отличается от технологий. Она заставляет педагогов мотивировать учащихся к чтению и практике письма. Если цифровые инструменты обеспечили новую среду для развлечения подростков, это также является новой возможностью для получения образования.
Вскоре после публикации Кранцберга «Использование истории в исследованиях науки, технологий и общества», в котором он призывает к технологически грамотному поколению, президент Клинтон объявил призыв к технологической грамотности, «программе, возможно, больше, чем любой другой части государственного законодательства, открывающей способность страны выпустить большое количество технологически подкованных студентов». Были созданы журналы, повышающие технологическую грамотность. В образовательные программы включили историю технологий с точки зрения развития, например, алфавита, математики, риторики, печатного станка, микроскопов, компьютеров и т. д.
Не только студенты, но и их родители, представители различных профессий должны активнее привлекаться к работе за компьютером. Появление инноваций в человеческом обществе положило началу естественному процессу технологической грамотности человека. Ученые должны изучать новые технологии и взаимодействие СМИ с технологиями в качестве имеющихся в их распоряжении средств убеждения.